# Gohad
Gohad ist eine Stadt im indischen Bundesstaat Madhya Pradesh.
Die Stadt ist Teil des Distrikts Bhind. Gohad hat den Status eines Municipal Councils. Die Stadt ist in 18 Wards gegliedert. Sie hatte am Stichtag der Volkszählung 2011 58.939 Einwohner, von denen 31.913 Männer und 27.026 Frauen waren. Hindus bilden mit einem Anteil von über 85 % die Mehrheit der Bevölkerung in der Stadt. Die Alphabetisierungsrate lag 2011 bei 71,7 % und damit unter dem nationalen Durchschnitt.